# 1863年のスポーツ
- 年度別スポーツ記事一覧

## 大相撲
- 文久3年10月 - 不知火光右衛門、横綱免許

## 競馬

### イギリス
クラシック
- 2000ギニー - マカロニ
- 1000ギニー - レディーオーガスタ
- エプソムダービー - マカロニ
- エプソムオークス - クイーンバーサ
- セントレジャーステークス - ロードクリフデン

その他主要レース
- アスコットゴールドカップ - バックストーン
- グランドナショナル - エンブレム

### フランス
- パリ大賞典 - ザレインジャー
- ジョッケクルブ賞 - ラトゥーケ

### オーストラリア
- メルボルンカップ - バンカー

## サッカー
- 10月26日 - イングランドサッカー協会結成

## ゴルフ

### 世界4大大会（男子）
- 全英オープン優勝者：ウィリー・パーク（イギリス）

## ボート
- オックスフォード・ケンブリッジ大学対抗レガッタ優勝：オックスフォード大学

## 誕生
- 1月1日 - ピエール・ド・クーベルタン（フランス、IOC会長、+1937年）